# 約埃爾·德羅梅爾
約埃爾·德羅梅爾（荷蘭語：Joël Drommel；1996年11月16日—），荷蘭足球運動員，司職守門員，現效力荷甲球會PSV燕豪芬。

## 俱樂部生涯
在18歲的時候就代表川迪首次在荷甲登場，並且他成為了球隊的主力門將。
2021年夏天他轉會到了PSV燕豪芬，並且被球隊主帥羅格·施密特任命為俱樂部的主力門將。他在歐冠預選賽中在六場比賽中保持了四場零失球。

## 外部連結
- 乔尔·德罗梅尔于Ons Oranje中的国家队档案
- worldfootball.net：約埃爾·德羅梅爾之統計數據 （英文）